# Олендзьке
Олендзьке (пол. Olędzkie) — село в Польщі, у гміні Бранськ Більського повіту Підляського воєводства.
Населення — 154 особи (2011).
У 1975-1998 роках село належало до Білостоцького воєводства.

## Демографія
Демографічна структура станом на 31 березня 2011 року:
|          | Загалом | Допрацездатний вік | Працездатний вік | Постпрацездатний вік |
| -------- | ------- | ------------------ | ---------------- | -------------------- |
| Чоловіки | 82      | 15                 | 55               | 12                   |
| Жінки    | 72      | 17                 | 37               | 18                   |
| Разом    | 154     | 32                 | 92               | 30                   |